# Zaglyptus trituberculatus
Zaglyptus trituberculatus är en stekelart som först beskrevs av Pierre L. G. Benoit 1953.  Zaglyptus trituberculatus ingår i släktet Zaglyptus och familjen brokparasitsteklar. Inga underarter finns listade i Catalogue of Life.